# فرينكو
فرينكو (بالإيطالية: Frinco)‏ هي بلدة وبلدية في مقاطعة أستي في إقليم بييمونتي في جنوب إيطاليا.

## السكان
في سنة 1861 بلغ عدد السكان 1٬466 نسمة، وتطور العدد ليصل في سنة 2011 لـ 731 نسمة.
يظهر هذا المخطط البياني تطور النمو السكاني لـ فرينكو